# Monety epoki napoleońskiej
Monety epoki napoleońskiej – monety bite dla ziem byłej I Rzeczypospolitej, w okresie od pokoju w Tylży, do wprowadzenia w 1815 r. postanowień kongresu wiedeńskiego.

## Monety Księstwa Warszawskiego (1810–1814)
Francja, Prusy i Rosja podpisały 9 lipca 1807 r. traktat w Tylży, na mocy którego powołano Księstwo Warszawskie pod berłem Fryderyka Augusta króla saskiego, jako księcia warszawskiego. Po III rozbiorze Polski na terenach, które weszły w skład Księstwa Warszawskiego w obiegu funkcjonowały monety pruskie, rosyjskie i austriackie, z dużą przewagą tych pierwszych. Aż do 1810 r. Księstwo Warszawskie nie posiadało własnego pieniądza. Podatki ściągano w monetach różnych państw, co stwarzało w praktyce poważne kłopoty wobec konieczności ustalania wzajemnej relacji tych monet i ich realnej wartości. Komisja Rządząca Księstwa Warszawskiego, porządkując istniejący stan rzeczy, z konieczności uchwaliła 22 czerwca 1807 r. uznanie monety pruskiej za pieniądz obowiązujący urzędowo.
W marcu 1809 r. został złożony w sejmie projekt przewidujący wprowadzenie w Księstwie konwencyjnej stopy monetarnej, stosowanej w Saksonii i innych krajach niemieckich, z wyjątkiem Prus. Projekt ten jednakże nie został uchwalony. Komisja Rządowa Przychodów i Skarbu zaproponowała uchwałę z 22 czerwca 1809 r., według której z grzywny kolońskiej czystego srebra należało wybijać 14 talarów 6-złotowych, tj. 84 złote. Ostatecznie 9 czerwca 1810 r. podpisano ustawę precyzującą zasady nowego systemu pieniężnego.
Przegrana kampania napoleońska, odwrót Wielkiej Armii, upadek rządów Księstwa, powołanie do życia 14 marca 1813 r. uzależnionej od zwycięzców Rady Najwyższej Tymczasowej spowodowały zamknięcie ksiąg menniczych Księstwa Warszawskiego. Jednak jeszcze w 1813 r., w wyniku decyzji Rady Najwyższej Tymczasowej, powrócono do bicia monet stemplami Księstwa. Zaprzestano bicia dukatów, talarów bito niewiele, wznowiono emisję dwuzłotówek, w dużych ilościach bito złotówki, zwiększono ilości monet miedzianych. Monety były bite również w roku 1815, nawet po decyzjach kongresu wiedeńskiego i po formalnej likwidacji Księstwa Warszawskiego. W 1815 r., wobec braku decyzji władz carskich co do zasad nowego systemu pieniężnego w nowo tworzącym się Królestwie Kongresowym, władze skarbowe zleciły bicie monet stemplami Księstwa Warszawskiego z datą 1814.

### System monetarny
W ustawie z dnia 9 czerwca 1810 r. szczegółowe parametry systemu monetarnego zostały zdefiniowane jak w tabeli poniżej:
| Parametry systemu monetarnego                                                                            | Złoto                   | Srebro            | Srebro             | Srebro               | Bilon      | Bilon      | Miedź    | Miedź   | Miedź    |
| Parametry systemu monetarnego                                                                            | dukat (typ holenderski) | 6 złotych (talar) | 2 złote (⅓ talara) | 1 złoty (1/6 talara) | 10 groszy  | 5 groszy   | 3 grosze | 1 grosz | ½ grosza |
| --- | ----------------------- | ----------------- | ------------------ | -------------------- | ---------- | ---------- | -------- | ------- | -------- |
| Równowartość w złotych polskich – złp                                                                    | 18                      | 6                 | 2                  | 1                    | 1/3        | 1/6        | 1/10     | 1/30    | 1/60     |
| Próba | 0,9826                  | 0,7187            | 0,6250             | 0,5381               | 0,1944     | 0,1944     | nd       | nd      | nd       |
| Z grzywny kolońskiej (Au, Ag, bilon) lub funta kolońskiego (Cu) czystego kruszcu – sztuk                 | 68,1837                 | 14,166            | 43,25              | 87                   | 414        | 828        | 54,545   | 163,636 | 327,272  |
| Z grzywny kolońskiej stopu – sztuk                                                                       | 67                      | 10,182229         | 27,03125           | 46,5208              | 80,5       | 161        | nd       | nd      | nd       |
| Masa czystego kruszcu – gramy                                                                            | 3,429144                | 16,504371         | 5,406055           | 2,687493             | 0,564762   | 0,282381   | nd       | nd      | nd       |
| Masa całkowita – gramy                                                                                   | 3,4897                  | 22,962603         | 8,649689           | 5,025961             | 2,904495   | 1,452247   | 8,573    | 2,858   | 1,429    |
| Złotych polskich z grzywny kolońskiej (Au, Ag, bilon) albo funta kolońskiego (Cu) czystego kruszcu – złp | 1227,3                  | 85                | 86,5               | 87                   | 138        | 138        | 5,14     | 5,14    | 5,14     |
| Równowartość dukata – sztuki                                                                             | 1                       | 3                 | 9                  | 18                   | 54         | 108        | 180      | 540     | 1080     |
| Ratio do złota                                                                                           | 1 : 1                   | 1 : 14,4389       | 1 : 14,1885        | 1 : 14,1069          | 1 : 8,8935 | 1 : 8,8935 | 1 : 450  | 1 : 450 | 1 : 450  |

Podobnie jak w czasach stanisławowskich, monety srebrne i złote odnoszono do grzywny kolońskiej (233,812 grama), a monety miedziane do funta kolońskiego (467,624 grama).
Porównując system monetarny Księstwa Warszawskiego z ostatnim systemem Rzeczypospolitej Obojga Narodów z roku 1794 można stwierdzić, że:
- zrezygnowano z monet złotych wartości półtora i trzech dukatów, pozostawiając jedynie pojedyncze dukaty – uproszczono w ten sposób układ monet złotych i powrócono do tradycji dawnych polskich systemów monetarnych,
- wartość realna nowego dukata księstwa niczym nie odbiegała od typów bitych po kolejnych reformach czasów stanisławowskich z lat: 1766, 1787 i 1794, zarówno pod względem próby, jak i masy,
- przy ustalaniu relacji złota do srebra przyjęto stosunek 1 : 14,44 (w systemie z roku 1794 wynosił on 1 : 14,52) – oznaczało to niewielkie podwyższenie wartości srebra w stosunku do złota, co miało naprawić błąd zbyt niskiej relacji z czerwca 1794 r.,
- w przypadku monet srebrnych, układ jednostek nie uległ zmianie w stosunku do 1794 r., tj. składał się z talarów (sześciozłotowych), dwuzłotówek (⅓ talara) oraz złotówek (1/6 talara),
- układ monet bilonowych został zmodyfikowany – zamiast 6- i 10-groszowych, wprowadzono 5- i 10-groszówki, obniżając przy tym wydatnie zawartość srebra w tych monetach, co w odniesieniu do 10-groszówki oznaczało spadek z 0,92 do 0,56 g czystego kruszcu,
- układ monet miedzianych pozostawał bez zmiany, przy pewnym zmniejszeniu ich masy, jednak ostatecznie zrezygnowano z bicia szelągów.

Złote dukaty miały podwójny kurs – w obiegu wartość ich wynosiła 18 złotych, natomiast wpłacane do kas publicznych liczono po 16 złotych 15 groszy (16½ złotego).

### Charakterystyka monet[7]
- Dukat
  - awers: popiersie obnażone, włosy długie z tyłu głowy wstęgą przewiązane; w około napis rozdzielony popiersiem: „FRID(ericus). AUG(ustus). REX. SAX(oniae). DUX VARSOV.”,
  - rewers: tarcza ukoronowana, owalna, dwupolowa, której jedną połowę zajmuje herb Saksonii a drugą orzeł, po bokach korony rozdzielony rok 1812., a po bokach tarczy dwie gałęzie palmowe, których końce schodząc się pod tarczą, przedzielają litery I.B. Jakuba Benika, intendenta mennicy w Warszawie; w około napis: „AUREUS NUMMUS DUCAT(us). VARSOV.”,
  - rant: skośnie karbowany,
  - bity z datą: 1812, 1813,
- Talar
  - awers: popiersie obnażone, włosy długie z tyłu głowy wstęgą przewiązane; wokoło napis rozdzielony popiersiem: „FRID(ericus). AUG(ustus). REX. SAX(oniae). DUX VARSOV.”,
  - rewers: tarcza herbowa, jak na poprzedzającym, lecz po bokach korony rozdzielony rok 1811., a pod tarczą napis: „TALAR”,
  - rant: listkowany (z ornamentem),
  - bity z datą: 1811, 1812, 1814,
- Dwuzłotówka
  - awers: popiersie obnażone, włosy długie z tyłu głowy wstęgą przewiązane, w około napis przedzielony popiersiem: „FRID(ericus). AUG(ustus). REX. SAX(oniae). DUX VARSOV.”,
  - rewers: tarcza owalna, ukoronowana, dwupolowa, jedną połowę której zajmuje herb saski, a drugą orzeł, tarcza otoczona do koła dwoma gałęziami palmowymi, których końce schodząc się u spodu, przedzielają litery I.S. Jana Sztockmana, intendenta mennicy w Warszawie, korona rozdziela liczbę roku 1810., a pod tarczą jest napis: „1/3 TALARA”,
  - rant: ozdobny (z ornamentem),
  - bita z datą: 1810, 1811, 1812 (I.B. od Jakuba Benika), 1813 (I.B.), 1814 (I.B.),
- Złotówka
  - awers i rewers: jak na poprzedzającej, lecz palmy szersze, rok 1811., a pod tarczą napis: „1/6 TALARA”,
  - rant: ozdobny (z ornamentem),
  - bita z datą: 1811, 1812 (I.B. od Jakuba Benika), 1813 (I.B), 1814 (I.B.),
- Dziesięciogroszówka
  - awers: tarcza herbowa jak na poprzedzającej, otoczona dwiema szerokimi palmami, w około brzegu monety otok perłowy,
  - rewers: napis w czterech wierszach: „10. GROSZY 1812. I. B.”, w około brzegu monety otok perłowy,
  - rant: gładki,
  - bita z datą: w 1812 i 1813. Istnieją egzemplarze z 1810 roku bez otoku perełkowego, które nie były w obiegu,
- Pięciogroszówka
  - awers: tarcza ukoronowana, owalna, dwupolowa, na której herb saski i orzeł; po bokach tarczy dwie gałęzie palmowe,
  - rewers: napis w czterech wierszach: „5. GROSZY 1811. I. S.”,
  - rant: gładki,
  - bita z datą: 1811 (I.S. albo I.B. od Jakuba Benika), 1812 (I.B.),
- Trzygroszówka
  - awers: tarcza herbowa jak na poprzedzającej,
  - rewers: napis w czterech wierszach: „3. GROSZE 1810. I. S.”,
  - rant: ozdobny (z ornamentem),
  - bita z datą: 1810, 1811 (I.S. albo I.B. od Jakuba Benika), 1812 (I.B.), 1813 (I.B.), 1814 (I.B.),
- Grosz
  - awers: tarcza herbowa jak na poprzedzającej,
  - rewers: napis w czterech wierszach: „1. GROSZ 1810. I. S.”,
  - rant: gładki,
  - bity z datą: 1810, 1811 (I.S. albo I.B. od Jakuba Benika), 1812 (I.B.), 1814 (I.B),

### Liczba monet wypuszczonych do obiegu
W latach 1810–1815 wybito łącznie 64 405 564 sztuk wszystkich nominałów w złocie, srebrze, bilonie i miedzi. Ilość monet wprowadzonych do obiegu przez mennicę w Warszawie w poszczególnych latach przedstawiona jest w tabeli:
| Rok   | Złoto  | Srebro | Srebro     | Srebro     | Bilon     | Bilon      | Miedź      | Miedź      | Wartość    | Wartość |
| Rok   | dukat  | talar  | ⅓ talara   | 1/6 talara | 10 groszy | 5 groszy   | 3 grosze   | 1 grosz    | złp        | gr      |
| ----- | ------ | ------ | ---------- | ---------- | --------- | ---------- | ---------- | ---------- | ---------- | ------- |
| 1810  | –      | –      | 123 277    | –          | –         | –          | 1 000 667  | 742 285    | 371 363    | 16      |
| 1811  | –      | 4 488  | 993 077    | 112 865    | –         | 11 595 466 | 5 478 884  | 4 357 763  | 4 751 671  | 25      |
| 1812  | 8 546  | 35 853 | 2 804 086  | 223 038    | 950 672   | 3 404 534  | 6 815 867  | 6 345 990  | 7 977 588  | 21      |
| 1813  | 2 126  | –      | 1 965 989  | 105 815    | 3 549 329 | –          | 1 139 325  | 30 639     | 5 374 124  | 14      |
| 1814  | –      | 13 543 | 2 167 769  | 603 395    | –         | –          | 903 828    | 1 528 148  | 5 161 512  | 2       |
| 1815  | –      | –      | 2 442 909  | 888 464    | –         | –          | 2 523 106  | 1 543 821  | 6 078 053  | 9       |
| razem | 10 672 | 53 884 | 10 497 107 | 1 933 577  | 4 500 001 | 15 000 000 | 17 861 677 | 14 548 646 | 29 714 313 | 27      |

Podane w tabeli liczby tylko w niektórych przypadkach można utożsamiać z nakładami monet poszczególnych roczników. Mennica w swoich sprawozdaniach podawała jedynie liczbę egzemplarzy konkretnego nominału wypuszczonych w danym roku do obiegu, ale powszechną wówczas praktyką było wprowadzanie części nakładu monet bitych w latach poprzedzających.

Spośród wszystkich monet Księstwa Warszawskiego dwuzłotówka stanowiła 16% ogólnej liczby wybitych monet i aż 70% wartości nominalnej całej emisji. 

## Monety Wolnego Miasta Gdańska (1808–1812)
Mocą traktatu w Tylży, zawartego w 1807 r., Gdańsk uzyskał status wolnego miasta, faktycznie uzależnionego od Francji.
Gdańsk do końca XVIII wieku pozostawał pod względem monetarnym częścią Prus w tradycyjnym pojęciu i używał takiego pieniądza. Przejawiało się to oczywiście najsilniej w obiegu monety drobnej, ale także w rachunku pieniężnym, tzw. Wechselgeld dla złota i kurancie gdańskim dla srebra. Wechselgeld oznaczał rachubę na guldeny równe 12 części „obrączkowego” (czyli nieoberżniętego) dukata holenderskiego i talary równe czwartej części tego dukata.
Wojna, kontrybucja, utrzymanie francuskiego garnizonu i blokada kontynentalna (Gdańsk żył dotąd z eksportu zboża do Wielkiej Brytanii) wtrąciły bogate niegdyś miasto w biedę. W kwietniu 1808 roku, na początku istnienia Wolnego Miasta, Rada Miejska ustaliła cenę talara na 20 szóstaków, co oderwało kurant gdański od waluty pruskiej. Kurant ten opierał się na realnym pruskim talarze, który w wyniku tej decyzji rady, prawdopodobnie legalizującej praktykę uformowaną wcześniej, wart był teraz cztery guldeny, a nie trzy, zatem gulden gdański został 1/56 częścią grzywny kolońskiej czystego srebra. Gulden kurantu gdańskiego równał się bowiem pięciu szóstakom, 30 groszom lub 90 szelągom po 6 fenigów. Jeśli to były szóstaki z połowy XVIII wieku, które w swoim czasie formowały polski standard grosza srebrnego, to były już bardzo wytarte. Inną podstawą guldena były szóstaki i tymfy pruskie, które jednak zostały zepsute. Trzy guldeny gdańskie tworzyły więc po staremu talar, ale już nie realny pruski reichstaler, tylko rachunkowy talar gdańskiego kurantu.
Jednocześnie z dewaluacją kurantu Rada Miejska postanowiła wybijać monety. Otworzono własną mennicę. Mincarzem mianowany został Jan Ludwik Meyer, który umieszczał swój inicjał (M) na rewersie bitych monet. Emisję ograniczono tylko do najdrobniejszej monety, brakujących w obiegu szelągów i groszy. Nominały te wywodzą się z tradycji groszy srebrem, ale w wojennych warunkach zostały wybite w miedzi. Szelągi miały masę zazwyczaj 0,75–0,94 grama – są więc znacznie mniejsze od wybitych szelągów gdańskich z 1801 r., a grosze 2,5–2,8 grama. Oba nominały były zatem silnie kredytowe. Monety bito do roku 1812. Szóstak z nominałem: „5 EINEN DANZIGER GULDEN” pozostał tylko monetą próbną.
Szelągi cechują się charakterystycznym błędem heraldycznym – zgodnie z uformowanym w końcu XVIII w. zwyczajem, korona z herbu Gdańska trafiła nad tarczę, pozostawiając w niej samej tylko dwa krzyże. Na szelągach herb jest mały, na groszach postawiony na półce i trzymany przez lwy.
Miasto skapitulowało przed armią rosyjską 29 listopada 1813 r. i zostało wcielone do Prus. Niemniej sytuacja monetarna Gdańska długo jeszcze pozostała osobliwa, gdyż aż do 1821 r. w obiegu pozostawały między innymi nie tylko emisje wolnego miasta, ale i polskie, począwszy od monet Augusta III z 1753 r.
Prawdopodobnie z uwagi na silnie kredytowy charakter monety Wolnego Miasta Gdańska z lat 1808–1812 wycofano już na początku pruskiej reformy monetarnej w 1821 r., mimo że innym starym monetom zezwolono na obieg do 1839 r.

### Charakterystyka monet[10]
- Grosz gdański
  - awers: na podstawie tarcza herbowa Gdańska, trzymana przez lwy, a nad nią w wieńcu dwie gałązki, palmowa i laurowa na krzyż złożone; pod podstawą rok 1809.
  - rewers: na środku monety napis w dwóch wierszach: „EIN GROSCHEN”, pod tym dwie gałązki palmowe na krzyż złożone, pomiędzy końcami których jest litera „M”. dookoła perełki i otokowy napis: „DANZIGER KUPFER MÜNZE”. – grosz miedziany miasta Gdańska,
  - rant: gładki,
  - bity z datą: 1809, 1812. Znane są próbne odbitki w srebrze,
- Szeląg gdański
  - awers: tarcza herbowa Gdańska, ukoronowana, podłużna, przedziela rok 1808,
  - rewers: napis w dwóch wierszach: „1. SCHILLING”, a pod nim dwie gałązki na krzyż złożone, pomiędzy końcami których jest litera „M”. po bokach liczby wartości są dwie różyczki dla ozdoby,
  - rant: gładki,
  - bity z datą: 1808, 1812,

## Monety w oblężeniu Zamościa (1813)
Po klęsce Wielkiej Armii pod Berezyną, niedobitki wojsk francuskich cofnęły się do Francji, armia polska powróciła do Księstwa Warszawskiego. Główne siły wojska polskiego znad Noteci przeszły forsownym marszem do Saksonii, w celu połączenia się z nową armią cesarską. Słabe zaś oddziały pozostały w kraju dla obrony fortec. W twierdzy Zamojskiej gubernatorem i dowódcą został mianowany generał dywizji Maurycy Hauke.
Na początku 1813 r. wojska rosyjskie rozpoczęły oblężenie twierdzy. Gdy w oblężonej twierdzy dało się odczuwać brak pieniędzy, generał Hauke w dniu 3 września polecił, z wycofanych z obiegu austriackich sześciokrajcarówek znajdujących się w magistracie miasta i ze sreber pofranciszkańskich (m.in. żyrandoli) przechowywanych w miejscowej kolegiacie, wybijać specjalne monety na zapłatę zaległego żołdu wojsku, urzędnikom i jeńcom rosyjskim.
Kontrolę nad biciem monety srebrnej powierzono podprefektowi Konteckiemu, miedzianej zaś majorowi Machnickiemu. Nadzór nad całością procesu bicia monet i ciągnieniem srebra powierzono porucznikowi inżynierowi I. Hinczowi. Porucznik Hincz wykonał też pierwsze stemple do dwuzłotówek – te bez bomby, o grubych i nieforemnych literach, z napisem w czterech wierszach. Wykonanie kolejnych stempli dwuzłotówek powierzono puszkarzowi Mikołajowi Karkowskiemu.
Wybijanie monet odbywało się w ad hoc urządzonej mennicy, gdzie zamiast prasy używano kafara, obsługiwanego przez jeńców rosyjskich. Dwuzłotówek wybito 7830 sztuk na sumę 15 660 złotych, miedzianych austriackich sześciokrajcarówek przebito 1330 sztuk na sumę 266 złotych.
Te nieliczne emisje były w legalnym obiegu tylko jeden dzień – 23 listopada zaczęto wypłatę żołdu, a 25 listopada ogłoszono kapitulację przed Rosjanami. Przed poddaniem twierdzy generał Hauke rozkazał zniszczyć wszystkie stemple i narzędzia mennicze.
W protokole Dyrekcji Ministerium Przychodów i Skarbu z dnia 22 marca 1814 r. monety bite podczas oblężenia Zamościa zaliczono do pamiątkowych, a nie obiegowych.

### Charakterystyka monet[12]
- 6 groszy
  - awers: napis w czterech wierszach: „PIENIĄDZ W OBLEZENIU ZAMOSCIA 1813.”,
  - rewers: nominał „6”, pod nim napis „GROSZY”, poniżej dwie skrzyżowane gałązki, dookoła napis: „BOŻE DOPOMÓŻ WIERNYM OYCZYŹNIE”,
  - rant: ozdobny,
- 2 złote
  - awers: napis: „MONETA W OBLEZENIU ZAMOSCIA”,
  - rewers: cyfra „2”, pod nią „ZŁOTE”, poniżej rok „1813”, dookoła napis „BOZE DOPOMOZ WIERNYM OYCZYZNIE”,
  - rant: gładki,

## Literatura
Uwaga, tekst pierwotny tego artykułu bazuje na tekście pochodzącym z początków XIX w.: Kazimierz Władysław Stężynski-Bandtkie – „Numismatyka Krajowa”, Warszawa 1839”. Korekcie uległa między innymi dziewiętnastowieczna pisownia imion, gdyż dzisiaj mogłoby to wprowadzać w błąd.
Uaktualnienia dokonano no na podstawie:
- Kałkowski T. – „Tysiąc lat monety polskiej”, Kraków 1981
- Parchimowicz J. – „Monety polskie”, Szczecin 2006
- Terlecki W. – „Mennica Warszawska 1765–1965”, Warszawa – Kraków 1970
- Wójtowicz A. i G. – „Historia monetarna Polski”, Warszawa 2005